# Алкафой (сын Порфаона)
Алкафой (др.-греч. Ἀλκάθοος) — персонаж древнегреческой мифологии, из Этолии. Сын Порфаона и Евриты. По одной версии, убит Тидеем. По другим, двоюродный брат Тидея, убитый им. По одной из элейских версий, убит Эномаем за сватовство к Гипподамии и похоронен на ипподроме, его могила названа Тараксипп. Согласно «Великим Эоям», был вторым женихом Гипподамии.